# 古谷ダム
古谷ダム（こやダム）は、長野県南佐久郡佐久穂町、信濃川水系抜井川に建設されたダム。高さ48.5メートルの重力式コンクリートダムで、洪水調節、不特定利水を目的とした治水ダムである。

## 歴史
長野県東部、群馬県との境より流れ出る抜井川は、河川の断面積が小さく、また河川改修も遅れており洪水のたびに沿岸に水害をもたらした。また、河川上には流域122.2ヘクタールにわたって広がる農地に対してかんがい用水を取水するための堰が10基存在していたが、降雨量の少ない地域であり水不足に苦慮していた。
長野県は抜井川の治水ならびに主としてかんがい用水のための不特定用水補給を目的に、南佐久郡佐久町（現佐久穂町）古谷地先にダム建設を計画。1969年（昭和44年）より着手された事業は1982年（昭和57年）に完成をみせた。

## 周辺
長野県佐久穂町市街地から抜井川に沿うようにして敷かれた国道299号（武州街道）を上流に向かうと、古谷ダムが見えてくる。道路沿いのダム管理事務所にはダムの案内板や公衆便所が備えてある。堤頂は歩道となっており、左岸にはより詳細な解説図や、ダム湖を見渡せる展望台がある。
抜井川の支流のひとつに余地川があり、その上流にもダムが建設された。余地ダムは2003年（平成15年）に完成している。

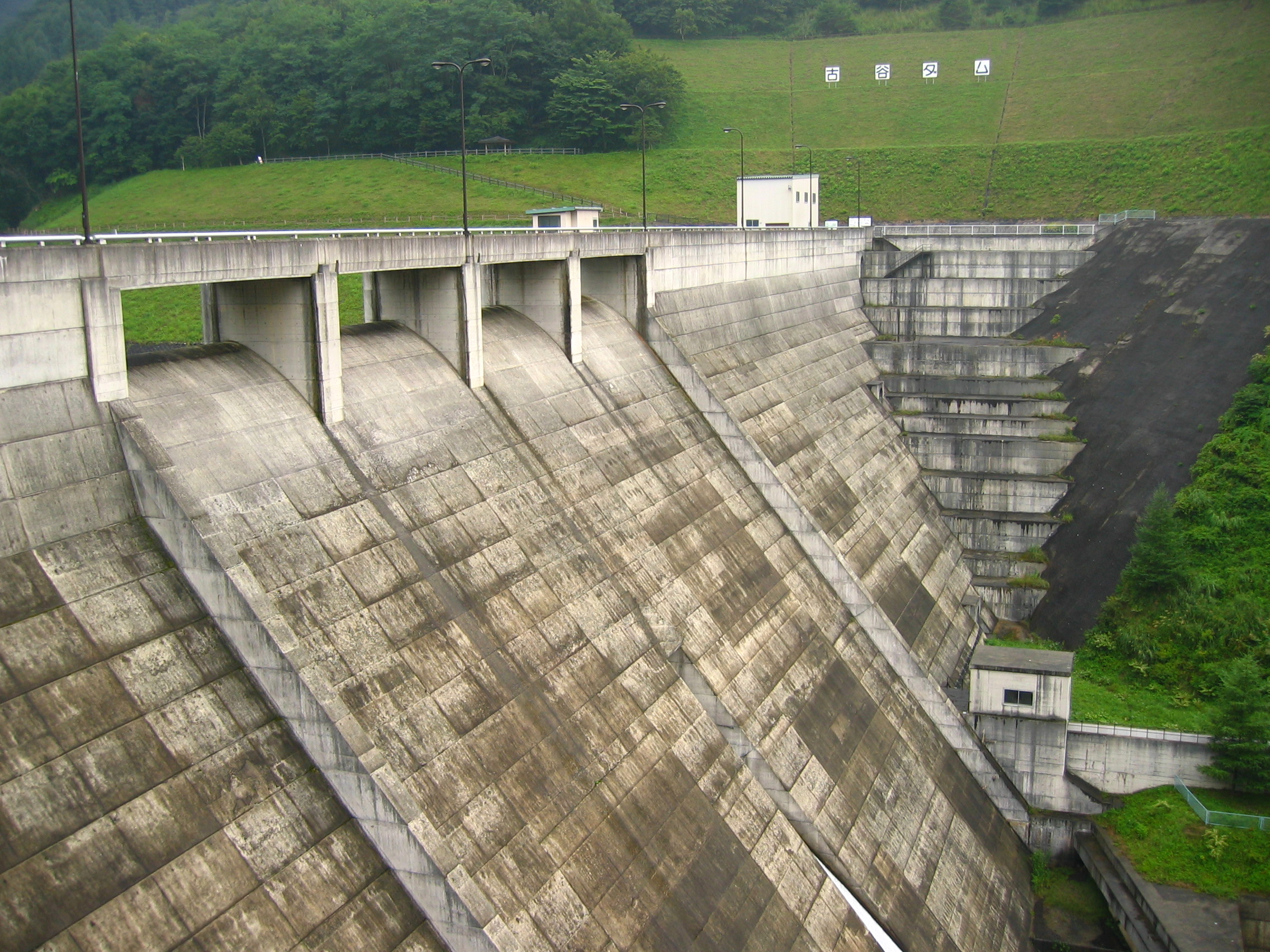
古谷ダム
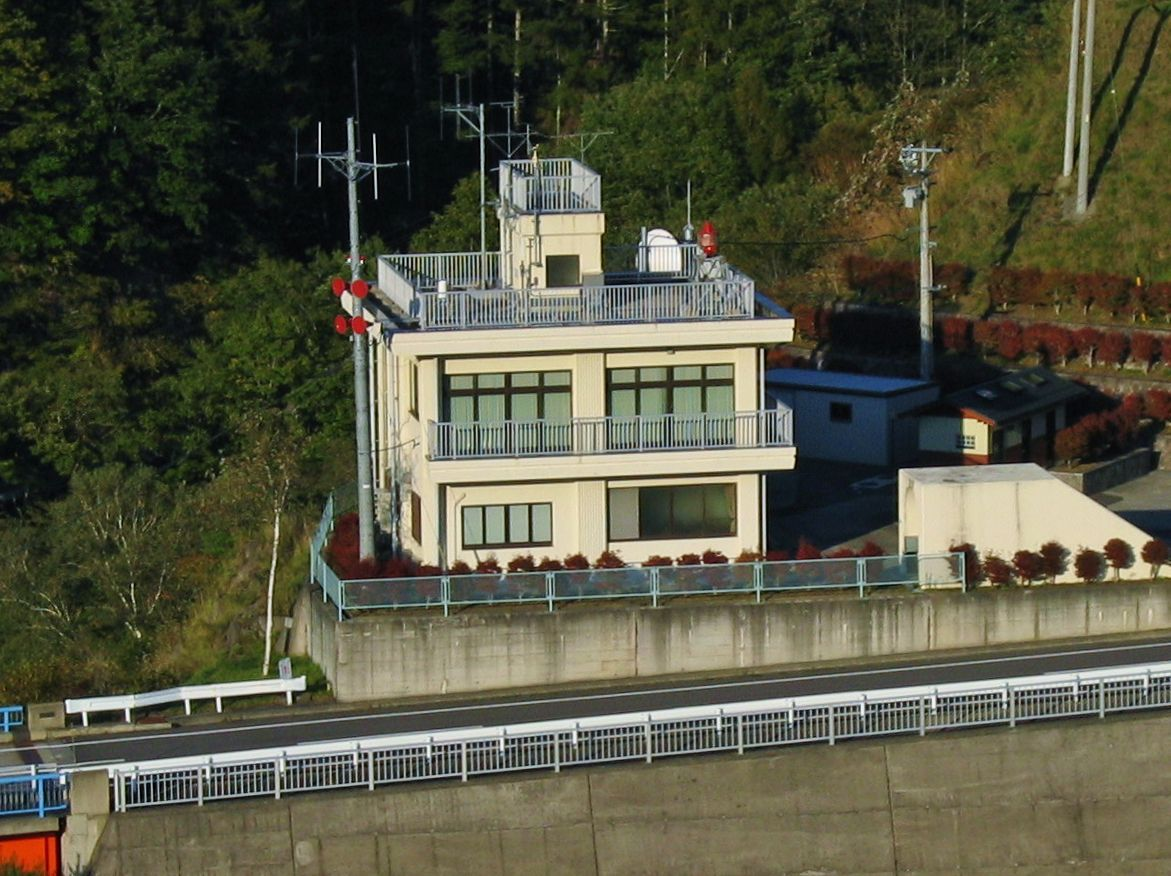
管理所